# Yennayer

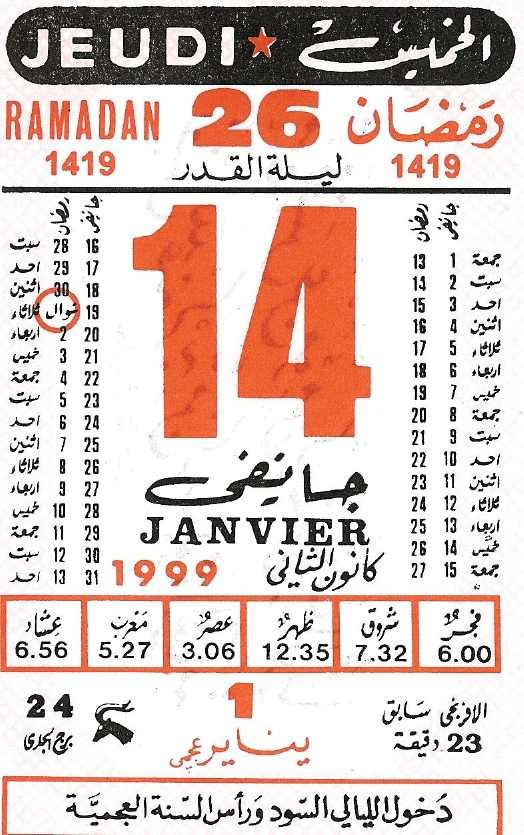
Pàgina del calendari tunisenc, que mostra la correspondència del 1 Yennayer ajmi (en vermell a baix) amb el 14 de gener del calendari gregorià. L'escrit en el fons assenyala que és inici d'any

Yennayer o Any Nou amazic —en tifinag ⵉⵏⵏⴰⵢⵔ, en amazic ⴰⵙⴻⴳⴳⵯⴰⵙ ⴰⵎⴰⵣⵉ; a l'Aurès i a Cabília Oriental Yennar — és el primer dia de l'any del calendari agrari tradicional solar utilitzat des de l'antiguitat pels amazics d'Àfrica del Nord. Celebrat històricament, segons les regions, entre el 12, 13 i 14 de gener de cada any, correspon al primer dia de gener del calendari julià, avui dia desplaçat 13 dies pel calendari gregorià. Degut probablement a un error de les primeres associacions culturals que van defensat el retorn d'aquest dia festiu tradicional amenaçat d'extinció, l'opinió que la data tradicional és el 12 de gener està molt estesa, especialment a Algèria, encara que segons alguns experts la data exacta seria el 14 de gener com a l'Aurès, malgrat els amazics del Marroc el celebren el 13 de gener.

## Etimologia
Yennayer és la pronunciació en àrab del mes de gener en llatí Ianuarius, nomenat així en honor de Janus, déu romà de les portes, de les obertures i de les eleccions, en àrab Yanayer. També hi ha una altra etimologia on s'afirma que Yennayer és una paraula composta per dues paraules amazigues: el yen, que significa el número u i el ayer que significa mes; així doncs Yennayer voldria dir el primer mes del nou any agrari. Una altra etimologia amaziga seria «les paraules de la lluna» o «verb del cel».

## Orígens
L'Acadèmia Berber, establerta a París, va presentar el Yennayer el 1968 basant-se en el fet que els africans del nord estaven acostumats a celebrar des de l'antiguitat el dia d'any nou el 12 de gener de cada any, per declarar aquest dia com a «Any Nou amazic o berber». Ammar Negadi, especialista i militant per la cultura amaziga, va presentar un calendari amazic el 1980 basat en una fita en la història del poble amazic, un fet històric innegable per establir-lo com el punt zero del calendari com succeeix a l'era cristiana, que comença a partir del naixement de Crist, o a l'era musulmana que té com a punt de d'inici o zero l'hègira. L'elecció va recaure en l'any 950 abans de Crist, que correspon a la data en la qual el rei amazic Sheshonq I (ⵛⴻⵛⵓⵏⴽ) (també escrit Chichnaq o Chichneq) va ser entronitzat faraó d'Egipte i va fundar la dinastia XXII que va governar Egipte fins a l'any 715 aC. Aquest rei amazic havia aconseguit unificar Egipte i després envair Judea. Es diu també que va prendre els tresors del Temple de Salomó a Jerusalem l'any 926 abans de Crist. Aquesta data s'esmenta a la Bíblia i seria, per tant, la primera data de la història amaziga que té una referència escrita. El rei Sheshonq està esmentat a la Bíblia com la Sèsaq i Xixac (שִׁישַׁק) en hebreu antic.

## Celebració
Yennayer és una festa molt popular a totes les regions d'Algèria on és considerada com celebració nacional. La festa se celebra també entre les altres comunitats nord-africanes, com al Marroc. L'Imensi umenzu n yennayer, l'àpat del primer dia de gener, és el menjar especial preparat per a l'ocasió on es rendeix tribut als avantpassats i a la terra. És força abundant, diferent del menú diari i s'estén al llarg de tot el dia. S'inicia amb una serie de ritus simbòlics destinats a acabar amb la fam, augurar el futur, consagrar el canvi i donar una càlida benvinguda a les forces invisibles en les què creu la cultura amaziga. Per a la preparació s'acostuma a preparar cuscús, element culinari fonamental amazic, amb pollastre, on s'utilitza la carn d'un animal sacrificat (asfel), sovint aus de corral, de vegades barrejada amb carn seca (acedluh), i fruits secs i dolços.